# Wolfgang Hambrecht
Wolfgang Hambrecht (* 1957 in Freiburg im Breisgau) ist ein deutscher Maler.

## Leben
Wolfgang Hambrecht studierte bis 1981 Kunstgeschichte an der Universität Karlsruhe, bis 1983 Malerei an der Kunstakademie Karlsruhe bei Per Kirkeby und bis 1988 an der Kunstakademie Düsseldorf bei Dieter Krieg. Er schloss seine Studien 1987 als Meisterschüler von Dieter Krieg ab.
Seit 2004 lehrt Hambrecht als Dozent an der Freien Akademie der bildenden Künste Essen, die 2021 in der Hochschule der bildenden Künste Essen aufgegangen ist. Er war Gastprofessor an der Staatlichen Akademie der Bildenden Künste Stuttgart (Vertretung Cordula Güdemann, 2008) sowie an der Kunstakademie Münster (Gastprofessur für den Orientierungsbereich, bis 2015).
Hambrecht lebt in Düsseldorf und arbeitet im Künstler-Atelierhaus Sittarder Straße.

## Werk
Thomas Janzen, Kunsthistoriker der Kunstmuseen Krefeld, schreibt über die Arbeiten Wolfgang Hambrechts:
„[…] Überblicken wir Hambrechts Schaffen der letzten Jahre, so wird sehr bald offenbar, dass der Maler über ein sich stetig erweiterndes Repertoire solitärer malerischer Formen und Gesten verfügt, das, gemessen an den Avantgarden des 20. Jahrhunderts, Gegensätze in sich vereint: die freie Gebärde, die mit dem Index der Subjektivität versehen ist, und die geometrische Konstruktion, die vielfach mit mathematischer Objektivität gleichgesetzt wurde. […] Es ist hingegen gerade ein Ausdruck konzeptioneller Souveränität, in dem Bewusstsein, dass genannter Anspruch seine historische Grundlage verloren haben könnte, originäre und originelle Malerei zu betreiben. Und ebendies gelingt Wolfgang Hambrecht, indem er mittels einer malerischen Kombinatorik Bildsituationen herstellt, die auf keine höhere Ordnung verweisen und insofern auch, wie es Ulrich Loock im Katalog Wolfgang Hambrecht (2001) formuliert hat, keine notwendigen Einheiten bilden. […] Es sind Situationen, die wie zufällig entstanden sein und in jedem Moment wieder auseinanderfallen könnten, die aber genau auf diese Offenheit hin konzipiert worden sind und in eben dieser Offenheit Qualitäten wie Spannung und Präzision aufrechterhalten, um sie zugleich mit Witz und Ironie anzureichern.“

## Stipendien und Auszeichnungen
- 1986/87: Cité Internationale des Arts, Paris
- 1989–1991: Graduiertenstipendium des Landes Nordrhein-Westfalen
- 1995: Villa-Romana-Preis, Florenz
- 1998: Kunststiftung NRW
- 1999: Kulturfonds Berlin, Kunststiftung NRW
- 2011: National Museum Seoul (Korea), Artist in Residence
- 2018: Arbeitsstipendium der Stiftung Kunstfonds, Bonn

## Ausstellungen (Auswahl)
Einzelausstellungen
- Museum Mülheim/Ruhr
- Galerie Wolfram Bach, Düsseldorf
- Galerie Cora Hoelzl, Düsseldorf
- Galerie Monika Reitz, Frankfurt
- Galerie Huebner und Huebner, Frankfurt
- Salone Villa Romana in Florenz
- Städtische Galerie Gladbeck
- Stadtmuseum Beckum

Gruppenausstellungen
- Post Gallery, Los Angeles
- The Showroom, London
- Galerie Schöttle in München und Paris
- Contemporary Museum, Baltimore